# Переговорщик
«Переговорщик» (англ. The Negotiator) — американский боевик 1998 года режиссёра Феликса Гэри Грея. В главных ролях — Сэмюэл Л. Джексон и Кевин Спейси — лейтенанты департамента полиции Чикаго, опытные переговорщики по освобождению заложников. Фильм вышел в прокат в США 29 июля 1998 года, получив в целом положительные отзывы критиков и собрав 88 миллионов долларов по всему миру. Многие считают этот фильм одним из самых недооценённых фильмов Джексона и одним из лучших фильмов Феликса Гэри Грея.

## Сюжет
В начале фильма переговорщик, лейтенант Чикагского департамента полиции Дэнни Роумен, участвует в операции по спасению девочки, захваченной спятившим отставным морским пехотинцем. Морпех готов убить заложницу, но Роумен, сдавшись в заложники, подводит преступника под выстрел снайпера.
На вечеринке по поводу юбилея шефа полиции Эл Трэвиса товарищ Роумена Нат сообщает ему о крупной краже из фонда помощи нетрудоспособным полицейским, членом правления которого является Роумен. Нат просит Дэнни явиться на тайную встречу в парк, но неизвестный коллега-полицейский опережает Роумена и пристреливает Ната.
Дэнни находит тело друга, но его тут же задерживает наряд полиции. Сотрудники Отдела внутренних расследований обыскивают дом Роумена и находят у него бумаги о счетах в заграничных банках. Начальник Роумена требует от него сдать оружие и жетон. Прокурор заявляет, что, несмотря на наличие лишь косвенных улик, он играючи добьётся обвинительного приговора и даёт срок в один день для чистосердечного признания. Адвокат Дэнни согласен с выводами прокурора.
После беседы с прокурором Роумен поднимается на верхний этаж здания мэрии Чикаго, заходит в отдел внутренних расследований и требует от его руководителя Нейбаума сознаться в том, что он замешан в этом деле. Охранник пытается выставить Дэнни, но тот разоружает стража и, завладев его оружием, захватывает в заложники Нейбаума, его секретаршу, компьютерного жулика Руди и подоспевшего коллегу Фроста. Он требует, чтобы с ним работал лейтенант Крис Сэбиан — переговорщик из другого округа.
Сэбиан начинает свою работу, но воспользовавшись тем, что Роумен отвлёкся, штаб посылает двоих полицейских на штурм (Маркус и Скотт). Спустившись с крыши на альпинистских тросах, разбив и ворвавшись в окно, они попадают в трудную ситуацию, Роумен, прикрывшись заложником, приказывает им сдаться, и они, следуя инструкции не применять оружие, если есть вероятность, что заложник пострадает, колеблются. Тем временем его замечают с крыши соседнего здания снайпер Палермо и его второй номер и докладывают об этом штабу. В штабе, не видя другого выхода, отдают приказ «зелёный свет на уничтожение». Палермо, готовясь к выстрелу, кладёт палец на спусковой крючок, и на голове Роумена появляется красная точка от лазерного прицела, Маркус, заметив это, опускает пистолет и делает знак Скотту сделать то же самое. Тем временем Палермо колеблется, видя в прицеле своего друга, он не может решиться его застрелить, и, несмотря на сыплющиеся на него в эфире приказы, отказывается стрелять, сохранив жизнь Роумену. В итоге Палермо от дальнейшего участия в операции отстраняют, а Роумен захватывает обоих (Маркуса и Скотта) в заложники. Затем, пользуясь тем, что на улицах внизу собралось много зевак и репортёров, он провоцирует полицию застрелить его, встав в проёме разбитого окна, чего они, конечно же, не делают, так как оружия он с собой не взял. Поиграв на публику, он возвращается к заложникам, берёт Скотта и уводит его в другую комнату. Заявив, что раз ему не поверили про его непричастность к убийству напарника, то ему ничего не стоит убить ещё одного. Пальнув из пистолета, он возвращается к остальным заложникам и заявляет всем, что пристрелил одного из них. Руди, будучи неплохим компьютерным взломщиком, влезает в компьютер Нейбаума и устанавливает, что покойный Нат являлся информатором отдела. Отпустив Фроста, Роумен выбивает из Нейбаума признание в том, что преступники дали им всем взятку за молчание, Нат не послушал их угроз и был убит. В этот момент в вентиляционной трубе прямо над Роуменом находятся те спецназовцы, чьи имена назвал Нейбаум. Они начинают атаку, не согласовав её с Сэбианом, намереваясь убить Роумена, так как он слишком много знает. В полицейском штабе все уверены, что Роумен первый начал стрельбу, и отдают приказ ещё об одном штурме. Дэнни удаётся отразить атакующих, но те успевают намеренно застрелить Нейбаума тремя выстрелами в грудь и уничтожить его компьютер.
Переговорщика Сэбиана отстраняют от дела, однако он, не послушавшись, врывается в здание к Дэну, и между ними завязывается драка. Сэбиан сообщает, что больше не намерен вести переговоры с убийцей (ведь Дэнни застрелил спецназовца Скотта, и все это слышали по рации), однако Дэнни берёт Сэбиана за шиворот, отводит его в чулан, где перед изумлённым переговорщиком лежит «убитый» Скотт. На самом деле Дэнни никого не убивал, а лишь выстрелил в воздух, чтобы убедить всех, что он способен на убийство, если захочет. Узнав, что Дэнни невиновен, Сэбиан решает ему помочь.
Агенты ФБР берут руководство операцией в свои руки и начинают общий штурм. Дэнни, освободив всех, раздаёт им средства индивидуальной защиты, зная, что при штурме будет пущен слезоточивый газ. Теперь уже бывшие заложники, видя в Роумене человека подставленного, но не потерявшего человечности, желают ему спастись. Маркус, прощаясь, крепко жмёт Роумену руку, ещё раз убеждаясь, что не ошибся, сдавшись ему при штурме. Роумен с помощью Сэбиана выбирается из здания. Они приезжают в дом Нейбаума, чтобы взломать его рабочий компьютер, но туда же врывается Фрост с бойцами спецназа. Сэбиан пристреливает Дэнни и требует, чтобы Фрост взял его в долю. Поторговавшись, Фрост соглашается, не зная о том, что Дэнни лишь несмертельно ранен выстрелом Сэбиана, а включённое радио передаёт их разговор подъехавшим к дому полицейским. Фрост, понимая, что игра проиграна, делает попытку суицида, но командир спецподразделения HBT (Hostage Barricade Team) Бэк успевает прострелить ему дельтовидную мышцу со словами «Так просто не отделаешься». Коррумпированные спецназовцы арестованы. Роумена переносят в машину скорой помощи. На последних кадрах показано, что рядом с ним лежит его жетон.

## В ролях
- Сэмюэл Л. Джексон — Дэнни Роумэн, лейтенант — в полиции уже 20 лет. 12 лет работает переговорщиком.
- Кевин Спейси — Крис Сэбиан, лейтенант — переговорщик из «Вест-Сайда» Чикаго.
- Дэвид Морс — Адам Бек — коммандер, командир спецподразделения (HBT)
- Рон Рифкин — Грант Фрост — коммандер, начальник Шестого участка, где служит Дэнни Роумэн.
- Джон Спенсер — Эл Трэвис — шеф, начальник полицейского управления Чикаго.
- Дж. Т. Уолш — Теренс Найбаум — инспектор, начальник Бюро внутренних расследований.
- Шивон Фэллон — Мэгги, его секретарша.
- Пол Джаматти — Руди Тимманс — один из заложников.
- Реджина Тейлор — Карен Роумэн — жена Дэнни. Совсем недавно они с Дэнни поженились.
- Дин Норрис — Скотт — один из взятых в заложники полицейских из группы захвата. Был связан и оглушён. Дэнни инсценировал его убийство.
- Брюс Битти — Маркус — второй заложник из группы захвата.
- Майкл Кадлитц — Палермо — снайпер из спецподразделения НВТ.
- Карлос Гомес — Игл — второй номер в боевом расчёте Палермо, его напарник.
- Тим Келлехер[англ.] — Арженто — полицейский из группы захвата, один из соучастников хищения денег «инвалидного фонда».
- Леонард Томас — Аллан — полицейский из группы захвата, один из соучастников хищения денег «инвалидного фонда».
- Нестор Серрано — Хэллман — полицейский из группы захвата, один из соучастников хищения денег «инвалидного фонда».
- Даг Спиназа — Тонрай — психолог из Шестого участка.
- Стефен Ли — Фарли — второй переговорщик из того же полицейского участка, что и Дэнни.

## Производство
Сценарий изначально был предложен дочерней компании Disney, Hollywood Pictures, продюсером которой был назначен Дэвид Хоберман. Однако Disney заморозила работу над фильмом и продала проект компании New Regency Productions, у которой в то время был дистрибьюторский контракт с Warner Bros., где главную роль планировалось исполнить Сильвестру Сталлоне. Сталлоне отказался от проекта и предложил роль Сэмюэлю Л. Джексону, который уже принял предложение.

### Музыка
Оригинальную музыку написал Грэм Ревелл. Ревелл описал музыку к фильму «Переговорщик» как сложную из-за [Ф. Гэри Грея], который часто менял своё мнение. Работа над музыкой заняла около 2–3 месяцев, но в конечном итоге Ревелл остановился на своих оригинальных композициях, которые, по его мнению, идеально подходили для фильма. Хотя он не считал музыку экспериментальной, он гордился ею как ярким примером жанра, полагая, что она эффективно задаёт ритм фильму.

## Приём

### Кассовые сборы
Фильм «Переговорщик» собрал 10,2 миллиона долларов в первые выходные, заняв четвёртое место в прокате после «Спасти рядового Райана», «Ловушки для родителей» и «Все без ума от Мэри». В итоге мировые сборы составили 88 миллионов долларов. Warner Bros. потратила 40,3 миллиона долларов на рекламу фильма и потеряла около 13 миллионов долларов после учёта всех доходов и расходов.

### Отзывы критиков
На Rotten Tomatoes фильм «Переговорщик» имеет рейтинг одобрения 74%, основанный на 58 рецензиях, со средней оценкой 6,7/10. Консенсус критиков на сайте гласит: «Битва остроумий в «Переговорщике» не полностью оправдывает его чрезмерную продолжительность, но уверенная режиссура Ф. Гэри Грея и впечатляющая актёрская игра делают эту ситуацию такой, что зрители не прочь стать заложниками». На Metacritic средневзвешенный рейтинг фильма составляет 62 из 100, основанный на 24 отзывах критиков, что указывает на «в целом положительные отзывы». Зрители, опрошенные CinemaScore, дали фильму среднюю оценку «A» по шкале от A+ до F.
Эмануэль Леви из Variety написал: «Впервые объединить Кевина Спейси и Сэмюэла Л. Джексона, пожалуй, двух лучших актёров своего поколения, в идеально подходящих друг другу ролях — это искусный ход и лучший элемент этого основанного на фактах, но перегруженного триллера». Роджер Эберт в своей рецензии для Chicago Sun-Times называет «Переговорщика» «триумфом стиля над сюжетом и актёрской игры над персонажами... Большая часть фильма состоит из крупных планов этих двоих, говорящих друг с другом, но это не просто диалог, потому что актёры делают его более убедительным, наделяют его убедительностью и настойчивостью...»
Мик ЛаСалль в своей не слишком восторженной рецензии для San Francisco Chronicle больше всех похвалил игру Спейси: «Кевин Спейси — главная причина посмотреть «Переговорщика»... Особый дар Спейси — его способность заставить здравомыслие сиять... В «Переговорщике», как и в «Секретах Лос-Анджелеса», он показывает нам человека, обладающего уникальной способностью принимать правду, смотреть ей в лицо и справляться с ней».

## Награды и номинации
- 1999 — номинация на премию «Сатурн» за лучший фильм в жанре экшн / приключения / триллер